# Sinsacro

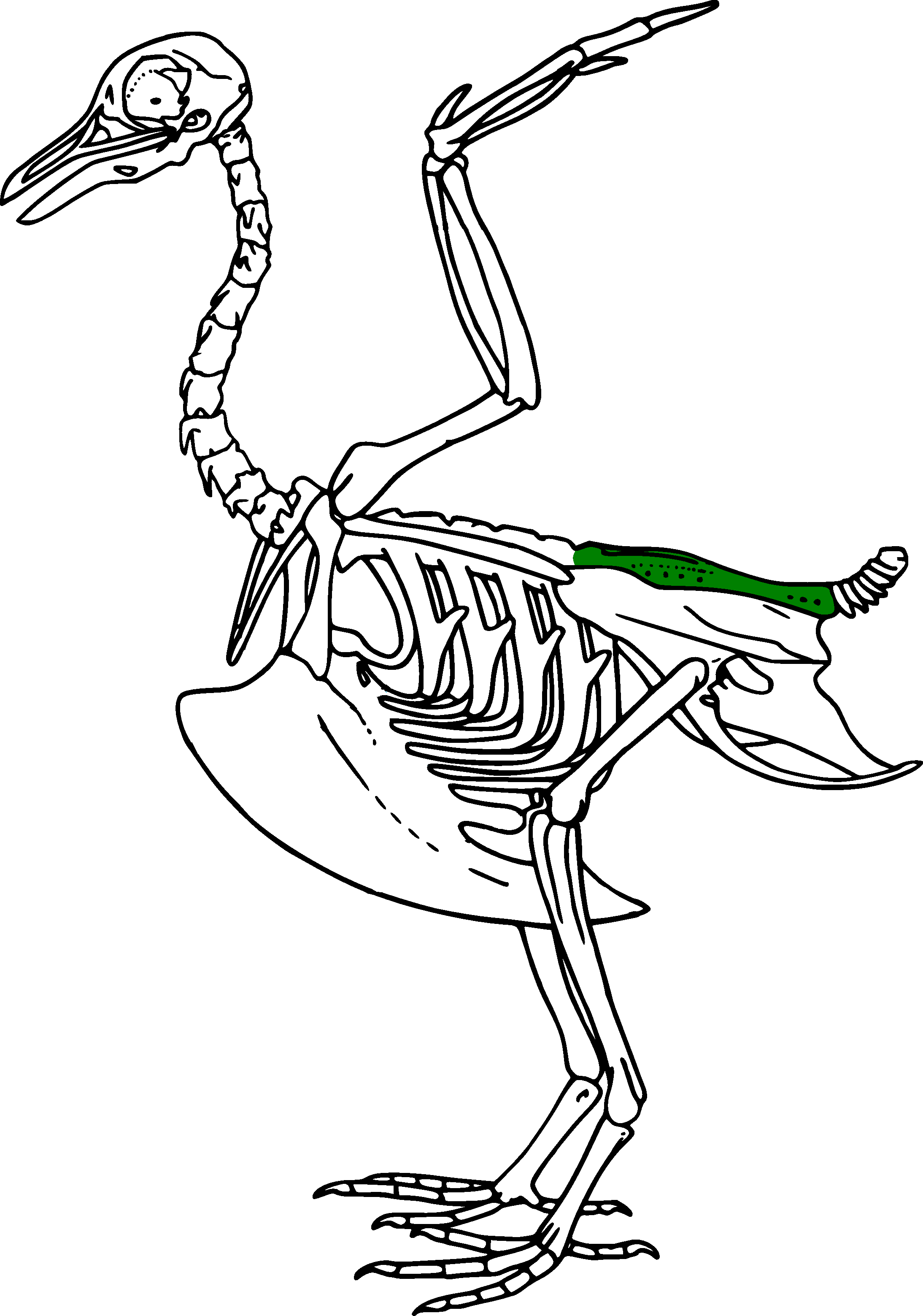
Este esqueleto estilizado de ave ressalta em verde o sinsacro.

O sinsacro é uma estrutura esquelética, descrita principalmente em aves e dinossauros, em que o sacro estende pela incorporação adicional de vértebras lombares e caudais fundidas ou parcialmente fundidas. No pombo, são cerca de 12 vértebras, a primeira porta um par de nervuras livres, para o que seria considerado como o último torácica (quinto ou sexto torácica), seguido por 5 ou 6 sem nervuras seria lombares, 2 sacrais e 5 caudais. Cada lado do sinsacro é fortemente articulado a ilia da cintura pélvica, e em algumas espécies ílio e sinsacro estão fundidos. Junto com a pelvis o sinsacro forma uma estrutura rígida em forma de sela amplamente aberta ventralmente (exceto no avestruz). Isto suporta o peso sobre a extremidade traseira do animal. Nas aves viventes e algumas pré-históricas, são geralmente posteriores ao sinsacro somente umas poucas vértebras caudais livres, ao final das quais se encontra o pigóstilo terminal. Em termos de morfologia externa, o sinsacro corresponde a anca.